# リゾーニ

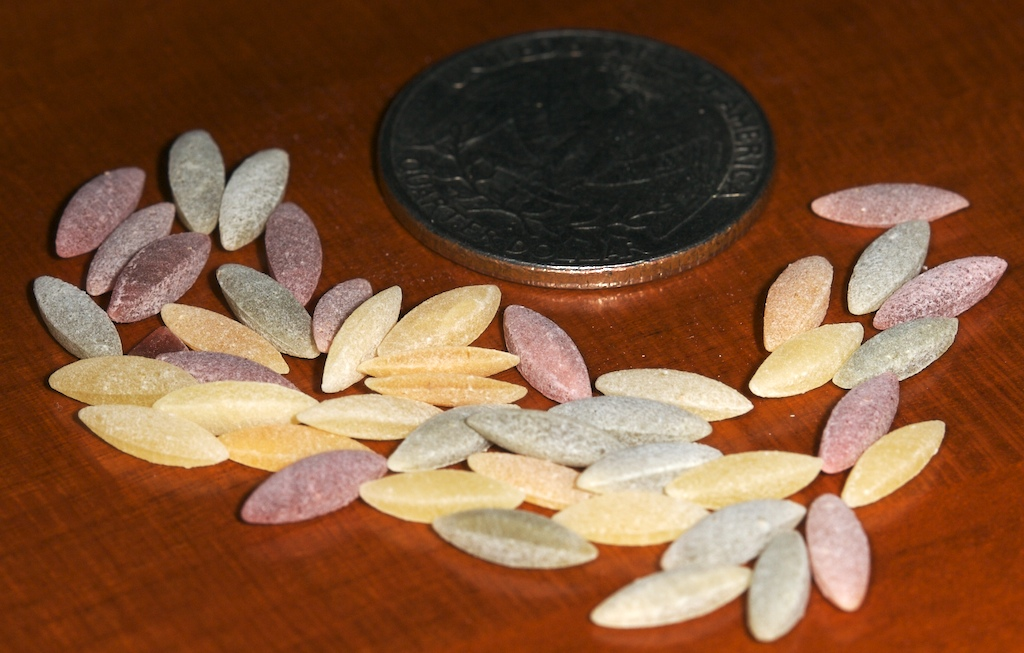
色つきのリゾーニ（手前）。大きさの比較として共に置かれているものはアメリカの25セント硬貨であり、直径24.26mm、厚さ1.75mmである。

リゾーニ（risoni）とは、米粒の形をしたパスタの一種である。日本語ではリゾニと表記することもある。

## 概要
ショートパスタとして分類される。粒の大きさは、松の実よりは小さいが、同じくパスタの一種であるクスクスよりは大きい。
イタリアのバリラ社が日本製粉を通じて「risoni」（イタリア語で大きな米の意味）という商品名で販売していることから、この名が定着している。現在ではセモリナ粉を原料としており、マカロニの一種として分類されることもある。
ギリシア料理では「クリサラキ」（kritharáki）、トルコ料理では「シェフリエ」（şehriye）、アルパ シェリエ(Arpa şehriye)と呼ばれている。
イギリスや英語圏ではオルゾ(orzo)と呼ばれる。

## 入手・調理法
日本では、輸入食材を扱う店（関東地方での例として、成城石井、紀ノ国屋など）でないと入手できないことが多い。
バリラ社のサイトによると、標準茹で時間は約11分とされる。茹であがったリゾーニはスープやサラダ、キャセロールに入れたり、ラグーソースを絡めたりした料理に用いられる。またその形状から、リゾットに米の代わりに入れるというレシピも存在する。